# Sowlany

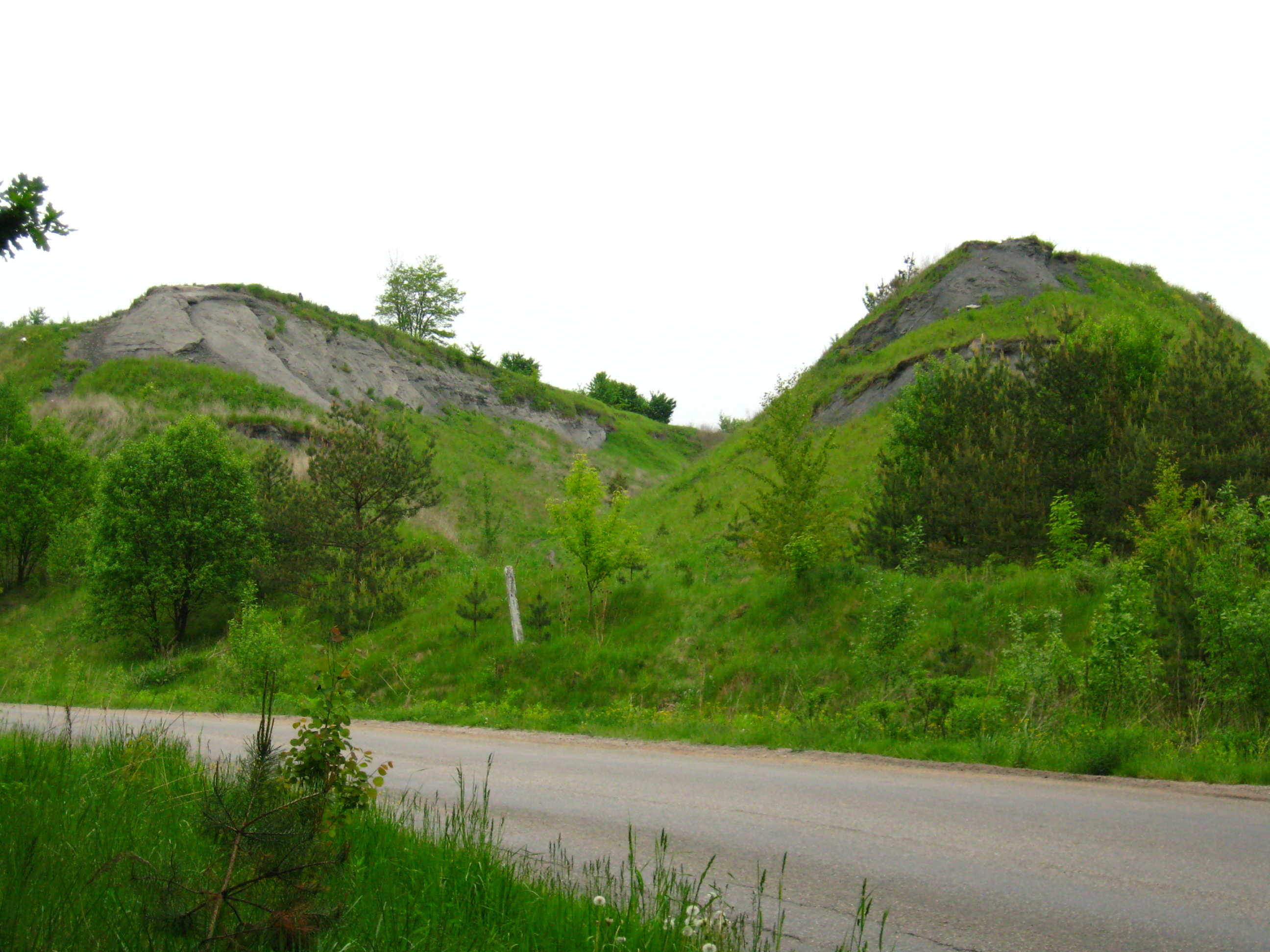
Hałdy popiołu

Sowlany – wieś w Polsce położona w województwie podlaskim, w powiecie białostockim, w gminie Grabówka.
W latach 1973–1976 miejscowość znajdowała się w gminie Zaścianki, a 1976–2024 w gminie Supraśl. W latach 1975–1998 miejscowość administracyjnie należała do województwa białostockiego.
We wsi ulokowane jest składowisko odpadów paleniskowych (popioły i żużle) Elektrociepłowni Białystok S.A. o powierzchni 4,1ha, którego eksploatacja rozpoczęła się w 1991 roku.
Wierni kościoła rzymskokatolickiego należą do parafii Świętego Krzyża w Grabówce.